# 宇部警察署
宇部警察署（うべけいさつしょ）は、山口県警察が管轄する警察署。

## 概要

### 所在地
- 山口県宇部市常藤町3番1号

### 建築概要
- 設計 - 大建設計
- 構造 - SRC造
- 規模 - 地上5階
- 延床面積 - 8,202m2
- 竣工 - 1998年（平成10年）2月28日

## 管轄区域
- 山口県宇部市（山陽小野田市立山口東京理科大学構内を除く）

## 沿革
- 1899年（明治32年）2月 - 厚狭郡宇部村に船木警察署宇部分署を設置。
- 1918年（大正7年）12月1日 - 宇部警察署に昇格。
- 1948年（昭和23年）3月7日 - 宇部市警察の発足に伴い、宇部市警察署となる。
- 1954年（昭和29年）7月1日 - 山口県警察の発足に伴い、宇部警察署となる。
- 1998年（平成10年）3月14日 - 庁舎を現在地に新築移転。
- 2005年（平成17年）4月1日 - 厚狭郡楠町が宇部市に編入合併したことに伴い、楠地区の管轄を小野田警察署から移管。

## 交番
（）の中は所在地。
- 松山交番（宇部市松山町2丁目4-11）
- 上宇部交番（宇部市大小路1丁目12-20）
- 新川交番（宇部市上町1丁目7-14）
- 東岐波交番（宇部大字東岐波3840-14）
- 西岐波交番（宇部市大字西岐波1557-1）
- 流川交番（宇部市大字東須恵2285-9）
- 宇部駅前交番（宇部市西宇部南2丁目14-28）

## 駐在所
（）の中は所在地。
- 船木駐在所（宇部市大字船木577-6）
- 常盤台駐在所（宇部市上野中3-1）
- 小羽山駐在所（宇部市南小羽山町2丁目22-24）
- 厚東駐在所（宇部市大字棚井782-7）
- 二俣瀬駐在所（宇部市大字木田492-2）
- 小野駐在所（宇部市大字小野8294-3）
- 吉部駐在所（宇部市大字東吉部3202-5）
- 万倉駐在所（宇部市大字西万倉1698-12）

## 警備派出所
（）の中は所在地。
- 山口宇部空港警備派出所（宇部市大字沖宇部625-17）